# Halit Ergenç
Halit Ergenç (Istanbul, 30 aprile 1970) è un attore turco, noto per le sue interpretazioni nelle serie televisive Binbir Gece, Il secolo magnifico e Vatanım Sensin.

## Biografia
Figlio dell'attore Sait Ergenç, cresce in un contesto familiare difficile. Dopo essersi diplomato al liceo nel 1989, decide di studiare ingegneria navale presso l'Università tecnica di Istanbul. Tuttavia, spinto dalla passione per il teatro, decide di interrompere i propri studi per iscriversi in opera all'Università di Belle Arti Mimar Sinan, lavorando come cantante e ballerino per autosostenersi.

### Vita personale
Nel 2007 ha sposato l'attrice Gizem Soysaldi, con la quale ha divorziato l'anno seguente.
Il 7 agosto 2009, al termine delle riprese della fiction televisiva Binbir Gece, si è sposato con l'attrice Bergüzar Korel, sua coprotagonista nella stessa. La coppia ha avuto un figlio, Ali, nato l'8 febbraio 2010.

## Filmografia

### Cinema
- Ölümün El Yazısı, regia di Feyzi Tuna (2000)
- Okul, regia di Yağmur Taylan e Durul Taylan (2004)
- The Net 2.0, regia di Charles Winkler (2005)
- Babam ve Oğlum, regia di Çağan Irmak (2005)
- Tramvay, regia di Olgun Arun (2006)
- İlk Aşk, regia di Nihat Durak (2006)
- Devrim Arabaları, regia di Tolga Örnek e Mehmet Ada Öztekin (2008)
- Acı Aşk, regia di A. Taner Elhan (2009)
- Dersimiz: Atatürk, regia di Hamdi Alkan (2010)
- Misafir, regia di Ozan Aksungur (2010)
- Ali and Nino, regia di Asif Kapadia (2016)
- Rosso Istanbul (İstanbul Kırmızısı), regia di Ferzan Özpetek (2017)

### Televisione
- Tatlı Kaçıklar – serie TV, (1996)
- Kara Melek – serie TV, (1996)
- Böyle mi Olacaktı – serie TV, (1997)
- Gurbetçiler – serie TV, (1998)
- Hiç Yoktan Aşk – serie TV, (2000)
- Dedem, Gofret ve Ben – serie TV, (2001)
- Kumsaldaki İzler – serie TV, (2002)
- Zeybek Ateşi – serie TV, (2002)
- Azad – serie TV, (2002)
- Zerda – serie TV, (2002)
- Baba – serie TV, (2003)
- Esir Şehrin İnsanları – serie TV, (2003)
- Aliye – serie TV, (2004)
- Binbir Gece – serie TV, (2006-2009)
- Il secolo magnifico (Muhteşem Yüzyıl) - serie TV, (2011-2014)
- Vatanım Sensin - serie TV, (2016-2018)
- Babil – serie TV, (2019)